# Унтердісен
Унтердісен (нім. Unterdießen) — громада в Німеччині, розташована в землі Баварія. Підпорядковується адміністративному округу Верхня Баварія. Входить до складу району Ландсберг. Складова частина об'єднання громад Фуксталь.
Площа — 12,79 км2. Населення становить 1449 ос. (станом на 31 грудня 2020).